# Von Linné
von Linné var en svensk adelsätt, vilken omfattar Carl von Linné och hans son Carl von Linné den yngre. Ätten skapades i samband med att Carl Linnæus adlades med namnet von Linné, den 7 maj 1757. Ätten introducerades sedermera 1776 och utslocknade på svärdssidan med den sistnämndes son tillika namne Carl von Linné den yngre den 1 november 1783 och på spinnsidan 1839 med Lovisa von Linné.

## Vapenskölden
Sköldens tre fält visar naturens tre riken, djurriket, växtriket och mineralriket med sina respektive färger. I mitten ses ett försilvrat ägg, symbolen för ursprunget till allt liv, och naturens eviga gång.

## Personer med efternamnet von Linné
- Carl von Linné
- Carl von Linné den yngre
- Elisabeth Christina von Linné, gift Bergencrantz
- Sara Christina von Linné
- Sara Elisabeth Moraea, gift von Linné